# Valentina Tirozzi
Valentina Tirozzi est une joueuse italienne de volley-ball née le 26 mars 1986 à Avellino. Elle mesure 1,82 m et joue au poste de réceptionneuse-attaquante.

## Clubs
| Club                  | Pays   | De        | À         |
| --------------------- | ------ | --------- | --------- |
| Pallavolo Napoli      | Italie | 2000-2001 | 2002-2003 |
| Novello Vicenza       | Italie | 2003-2004 | déc 2005  |
| Minerva Volley Pavia  | Italie | 2005-2006 | 2005-2006 |
| Castellana Grotte     | Italie | 2006-2007 | 2006-2007 |
| Minetti Vicenza       | Italie | jan 2008  | 2008-2009 |
| Monte Schiavo Jesi    | Italie | 2009-2010 | 2009-2010 |
| River Volley Piacenza | Italie | 2010-2011 | 2010-2011 |
| Tiboni Urbino         | Italie | 2011-2012 | 2011-2012 |
| Robursport Pesaro     | Italie | 2012-2013 | 2012-2013 |
| Imoco Volley          | Italie | 2013-2014 | …         |

## Palmarès
- Supercoupe d'Italie
  - Finaliste : 2013.